# 48. Infanterie-Brigade (Deutsches Kaiserreich)
Die 48. Infanterie-Brigade (4. Königlich-Sächsische) war ein Großverband der Königlich Sächsischen Armee, die 1867 durch die Verfassung des Norddeutschen Bundes in die Preußische Armee integriert wurde. Im Laufe des Ersten Weltkriegs wurde die Infanterie-Brigade in 116. Infanterie-Brigade umbenannt.

## Geschichte
Nach der Niederlage der Königlich Sächsischen Armee im Deutschen Krieg an der Seite Österreichs gegen Preußen in der Schlacht bei Königgrätz wurden ihre Truppen später als sächsisches Kontingent in die  Kontingentheere des Norddeutschen Bundes integriert.
So wurde die 48. Infanterie-Brigade am 1. April 1867 in Annaberg (Chemnitz) aufgestellt und hatte dort ihren Standort bis 1869, als dieser nach Leipzig verlegt wurde und bis 1919 dort verblieb.
Sie war bis zum 6. März 1915 ein Teil der 24. Division, die dem XII. Armee-Korps zugeordnet war. Danach gehörte sie zur 58. Infanterie-Division (5. Königlich Sächsische).

### Deutsch-Französischer Krieg
Im Deutsch-Französischen Krieg 1870/1871 war die 48. Infanterie-Brigade unter dem Befehl von Georg von Wagner und Julius von Schulz eingesetzt.

### Erster Weltkrieg
Mit der Mobilmachung am 17. August 1914 musste die Brigade das Brigade-Ersatz-Bataillon 48 aufstellen und unter der Führung des Generalmajors Richard Kaden ins Feld ziehen. Zu den Kampfhandlungen, Gefechten und Schlachten bis März 1915 siehe Gefechtskalender der 24. Division bis März 1915 und Gefechtskalender der 58. Division ab 5. März 1915. Mit der Unterstellung unter diese Division erhielt die Brigade die Bezeichnung 116. Infanterie-Brigade.

## Gliederung
1867–1872
- Kgl. Sächs. 7. Infanterie-Regiment Prinz Georg Nr. 106 in Chemnitz und Marienberg
- Kgl. Sächs. 8. Infanterie-Regiment Nr. 107 in Döbeln, Leisnig und Mittweida

1873–1881
wie vor, zusätzlich:
- 7. Sächs. Landwehr-Regiment Nr. 106
- 8. Sächs. Landwehr-Regiment Nr. 107

1881–1887
wie vor, zusätzlich 9. Infanterie-Regiment Nr. 133
1887–1889
wie 1873 bis 1881
1889–1914
wie 1867 bis 1872
Kriegsgliederung 1914
Siehe 1867 bis 1872, zusätzlich 1. Eskadron Kgl. Sächs. 2. Ulanen-Regiment Nr. 18
Kriegsgliederung am 6. März 1915
- Infanterie-Regiment „Kaiser Wilhelm, König von Preußen“ (2. Württembergisches) Nr. 120
- Infanterie-Regiment „König Georg“ (7. Königlich Sächsisches) Nr. 106 in Leipzig
- Infanterie-Regiment „Prinz Johann Georg“ (8. Königlich Sächsisches) Nr. 107 in Leipzig
- Radfahr-Kompanie Nr. 58

Kriegsgliederung am 22. August 1918
- Infanterie-Regiment „König Georg“ (7. Königlich Sächsisches) Nr. 106 in Leipzig
- Infanterie-Regiment „Prinz Johann Georg“ (8. Königlich Sächsisches) Nr. 107 in Leipzig
- Sächsisches Reserve-Infanterie Regiment Nr. 103
- 4. Eskadron Kgl. Sächs. 2. Ulanen-Regiment Nr. 18

## Brigadekommandeure
| Name                                    | Datum                                     |
| --------------------------------------- | ----------------------------------------- |
| 48. Infanterie-Brigade                  |                                           |
| Georg von Wagner                        | 1. April 1867 bis 11. Juni 1871           |
| Julius von Schulz                       | 12. Juni 1871 bis 30. September 1874      |
| Franz von Rudorff                       | 1. Oktober 1874 bis Juni 1875             |
| Hermann von Rex                         | Juni 1875 bis April 1878                  |
| Theodor von Winkler                     | April 1878 bis 4. April 1881              |
| Adolf von Tschirschky und Bögendorff    | 5. April 1881 bis 19. März 1885           |
| Anton Maria von Cerrini di Monte Varchi | 20. März 1885 bis 23. Januar 1887         |
| Oskar von Reyher                        | 24. Januar 1887 bis 31. Januar 1889       |
| Johannes Leusmann                       | 1. Februar 1889 bis 20. Juni 1892         |
| Kurt von Loeben                         | 21. Juni 1892 bis 18. April 1896          |
| Paul von Hingst                         | 19. April 1896 bis 1. April 1897          |
| Eduard Karl Kirchhoff                   | 2. April 1897 bis 19. April 1900          |
| Ernst Otto von Klenck                   | 20. April 1900 bis 20. Oktober 1900       |
| Karl Ludwig d’Elsa                      | 21. Oktober 1900 bis 21. März 1902        |
| Heinrich Ernst Franke                   | 22. März 1902 bis 22. November 1905       |
| Friedrich von Müller                    | 23. November 1905 bis 14. November 1908   |
| Hans von Carlowitz                      | 15. November 1908 bis 16. März 1909       |
| Anton von Holleben genannt von Normann  | 17. März 1909 bis 22. September 1911      |
| Otto von Tettenborn                     | 23. September 1911 bis 12. September 1912 |
| Max Wilhelm                             | 13. September 1912 bis 19. April 1914     |
| Richard Kaden                           | 20. April 1914 bis 6. März 1915           |
| 116. Infanterie-Brigade                 |                                           |
| Richard Kaden                           | 6. März 1915 bis 30. Juni 1915            |
| Max von Hopffgarten                     | 1. Juli 1915 bis 25. August 1917          |
| Heinrich von Zeschau                    | 26. August 1917                           |